# Яковлєв Віктор Іванович
Я́ковлєв Віктор Іванович (*24 квітня 1933, місто Іжевськ) — радянський спортсмен, майстер спорту СРСР (1967), тренер збірної Удмуртії, СРСР та РРФСР з мотоспорту (1985).

## З життєпису
Срібний призер чемпіонату СРСР з іподромних перегонів (1968). Засновник родинної династії мотоспортсменів. Старший тренер команди мотоциклістів спортивного клубу «Темп». Серед вихованців — чемпіон світу Яковлєв Ігор Вікторович, багаторазові чемпіони СРСР Яковлєв Андрій Вікторович, Токаєв В'ячеслав Миколайович, майстри спорту В. Редькін та Є. Кілін. Голова Федерації мотоспорту Удмуртії, заслужений тренер Росії (1996).